# كرايغ ريتشاردز
كرايغ ريتشاردز (بالإنجليزية: Craig Richards)‏ (10 أكتوبر 1959 في المملكة المتحدة - ) هو لاعب كرة قدم ويلزي في مركز الوسط. لعب مع كوينز بارك رينجرز ونادي ويمبلدون.

## وصلات خارجية
- كرايغ ريتشاردز على موقع قاعدة بيانات كرة القدم.إي يو (الإنجليزية)
- كرايغ ريتشاردز على موقع قاعدة بيانات كرة القدم.إي يو (الإنجليزية)